# BeNeCup (futsal)
Pour les articles homonymes, voir Benecup.
La Benecup, appelée également Coupe du Benelux (bien qu'aucun club luxembourgeois n'y prenne part), est une compétition de futsal créée en 1977 et organisée conjointement par l'Union royale belge des sociétés de football association (URBSFA) et la Fédération royale néerlandaise de football (KNVB).
Initialement ouvert aux champions masculins, la compétition se décline jusqu'à quatre tournois pour les vainqueurs de Coupes nationales ainsi que pour les clubs féminins.

## Histoire
À partir de 1978, une compétition officielle interclubs est mise en place entre le champion de Belgique et des Pays-Bas dénommée « Benelux beker ». Elle oppose les champions en titre des deux pays.
La compétition est complétée en 1981 d'une rencontre similaire pour les vainqueurs de coupes nationales.
En 1991, un conflit a lieu entre la Fédération belge de football (URBSFA), qui souhaite reprendre le contrôle du futsal, et l'Association belge de football en salle. La première intervient auprès de la Fédération hollandaise de football pour que celle-ci annule la Coupe du Bénélux prévue entre les champions (Isola Hoeselt et FC Rex Volendam) et les vainqueurs de Coupe (ZVK Ford Genk et Dousberg Parc Maastricht). En 1992, dans le but de désigner un représentant belge pour la Coupe du Bénélux des vainqueurs de coupe, une finale officielle dénommée « Cup der Cups » est disputée entre les deux vainqueurs des deux coupes organisées au sein de l'URBSFA,.
En 2014, un nouveau format est mis en place. La compétition est dorénavant disputée par les champions et vainqueurs de coupe (ou le finaliste de la coupe) des deux pays,. Ainsi, le championnat Hovocubo et le vainqueur de la coupe De Hommel pour les Pays-Bas et Futsal Châtelineau auteur du doublé accompagné du Futsal Topsport Antwerpen double-finaliste débutent cette nouvelle édition.

## Format de la compétition
Initialement, chaque tournoi de la BeNeCup voit s'affronter les champions ou vainqueurs de Coupe nationale belge et néerlandais en match aller-retour.
En 2014, la compétition voit s'affronter les champions et vainqueurs de coupe (ou le finaliste de la coupe) des deux pays, en tournoi à élimination directe. Si les quatre équipes sont différentes, le champion d'un pays rencontre le vainqueur de la Coupe de la seconde nation en demi-finale et les deux qualifiés s'affrontent en finale. Chaque opposition est disputée en match aller-retour.

## Palmarès

### Masculin

#### Champions
| Saison   | Équipe 1                         | Équipe 2                         | Score             |
| -------- | -------------------------------- | -------------------------------- | ----------------- |
| 1977-78  | Hoboken Breughelhof ZVC          | FC Nathania Aarnhem              | 1-5 / 3-6         |
| 1978-79  | MVC Rekem                        | Godyla VT Lisse                  | 5-6 / 3-5         |
| 1979-80  | Intervent Volendam               | Vleeshal Paul Leen Genk          | 1-6 / 0-4         |
| 1980-81  | Hoboken Breughelhof ZVC          | Marco Fit Eindhoven              | 3-3 / 1-5         |
| 1981-82  | Makelaardij Klomp Lunteren       | Hoboken ZVC                      | 5-3 / 2-2         |
| 1982-83  | Hovocubo Hoorn                   | Rebels Boorsem                   | 5-2 / 5-2         |
| 1983-84  | ZVV De Haantjes Beek             | ZVK Hasselt                      | 3-3 / 2-4         |
| 1984-85  | FC Kras Boys Volendam            | Hoboken ZVC                      | 2-2 / 4-3         |
| 1985-86  | In de Drei Keunige Maastricht    | ZVK Hasselt                      | 5-2 / 5-5         |
| 1986-87  | ZVK Hasselt                      | FC Kras Boys Volendam            | 2-2 / 1-2         |
| 1987-88  | FC Kras Boys Volendam            | ZVK Ford Genk                    | 2-1 / 3-1         |
| 1988-89  | ZVK Hasselt                      | ZVV Ceverbo Dordrecht            | 2-0 / 1-4         |
| 1989-90  | ZVV Bax Zeefdruk Voorhout        | ZVK Hasselt                      | 4-2 / 2-1         |
| 1990-91  | ZVK Ford Genk                    | ZVV Dépa Wijchen                 | 2-2 / 0-4         |
| 1991-92  | Non organisé                     | Non organisé                     | Non organisé      |
| 1992-93  | ZVV Depa Wijchen                 | ZVK Hasselt                      | 3-2 / 4-1         |
| 1993-94  | ZVK Hasselt                      | 't Hoornsche Veerhuys            | 0-2 / 3-7         |
| 1994-95  | ZVK Hasselt                      | ZVV Schoenenreus Veghel          | 2-4 / 7-3         |
| 1995-96  | ZVK Sint-Truiden                 | TZV Bunga Melati Tilburg         | 3-8 / 6-6         |
| 1996-97  | 't Hoornsche Veerhuys            | ZVK Ford Genk                    | 1-6 / 8-2         |
| 1997-98  | ZVK Ford Genk                    | TZV Kanjers Bunga Melati Tilburg | 3-4 / 1-4         |
| 1998-99  | TZV Kanjers Bunga Melati Tilburg | ZVK Ford Genk                    | 5-4 / 8-6         |
| 1999-00  | ZVK Sint-Truiden                 | Den Haag/Trimeur                 | 3-4 / 5-5         |
| 2000-01  | A21 Charleroi                    | IT/SCN                           | 3-1 / 5-8         |
| 2001-02  | A21 Charleroi                    | West Stars Futsal                | 4-2 / 4-2         |
| 2002-03  | A21 Charleroi                    | FCK De Hommel                    | 5-2 / 5-0         |
| 2003-04, | A21 Charleroi                    | West Stars Futsal                | 2-9               |
| 2004-05  | Non organisé                     | Non organisé                     | Non organisé      |
| 2005-06, | Futsal Hasselt                   | FC Marlène                       | 4-2 / 2-4 tab 5-4 |
| 2006-07, | PB Morlanwelz                    | FCK De Hommel                    | 8-2 / 4-2         |
| 2007-08  | A21 Charleroi                    | MFC Kras Ster                    | 5-5 / 1-4         |

#### Vainqueurs de Coupe
| Saison   | Équipe 1                  | Équipe 2                         | Score        |
| -------- | ------------------------- | -------------------------------- | ------------ |
| 1981-82  | Hasselt MVK               | Tegelhandel Leiden ZVV           | 8-2 / 2-4    |
| 1982-83  | Hovocubo Hoorn            | Rebels Boorsem                   | 4-4 / 1-2    |
| 1983-84  | Olympia Genk              | ZVV Ceverbo Dordrecht            | 2-8 / 2-2    |
| 1984-85  | Pejoco Boys Eindhoven     | Vleeshal Ford Genk 84            | 0-0 / 4-5    |
| 1985-86  | FC Datarex Moordrecht     | MFC Marcinelle-Châtelet          | 6-0 / 5-1    |
| 1986-87  | ZVV Ceverbo Dordrecht     | Dynamo Jette                     | 5-0 / 0-2    |
| 1987-88  | ZVK Hasselt               | ZVV Ceverbo Dordrecht            | 2-3 / 4-5    |
| 1988-89  | ZVV Dépa Wijchen          | Thalie Aarschot                  | 8-3 / 6-3    |
| 1989-90  | ZVK Ter Linde Mortsel     | FC Rolff                         | 4-3 / 1-6    |
| 1990-91  | Dousberg Parc Maastricht  | ZVK Mannschaft Bilzen            | 4-4 / 3-2    |
| 1991-92  | Non organisé              | Non organisé                     | Non organisé |
| 1992-93  | ZVK Mannschaft Bilzen     | ZVV Ceverbo Dordrecht            | 4-7 / 4-8    |
| 1993-94  | VFR/’t Gat van Nederland  | ZVK Sint-Truiden                 | 8-4 / 2-8    |
| 1994-95  | ZVK Ter Linde Mortsel     | All Inn Stars/‘t Stoepje Utrecht | 5-4 / 1-6    |
| 1995-96  | FC Kras-Boys Volendam     | ZVK Ford Genk                    | 3-3 / 1-3    |
| 1996-97  | ZVK Isola Hoeselt         | FCK de Hommel                    | 6-5 / 6-8    |
| 1997-98  | ZVS/Hindstore/Trimeur     | Ougrée Neupré Unis               | 3-2 / 3-5    |
| 1998-99  | Non organisé              | Non organisé                     | Non organisé |
| 1999-00  | HV/SCN                    | Ougrée Neupré Unis               | 3-2 / 8-3    |
| 2000-01  | Supergames Ranst          | Den Haag/Trimeur                 | 11-7 / 1-8   |
| 2001-02  | SCL/Leekster E/CVB        | Promocon Edegem                  | 1-1 / 4-4    |
| 2002-03  | Futsal Kickers Gilly      | Fermonia Boys                    | 6-5 / 6-8    |
| 2003-04  | IT/ZVV Veerhuys           | TLR Antwerpen 2000               | 8-5 / 10-8   |
| 2004-05, | ZVC Borgerhout            | FCK De Hommel                    | 2-1 / 2-3    |
| ...      |                           |                                  |              |
| 2008-09  | KK Malle                  | Veldhoven                        | 5-5 / 6-11   |
| …        |                           |                                  |              |
| 2013-14  | ZVC Krijnen Keukens Malle | Hovocubo Hoorn                   | 4-2 / 5-3    |

#### Coupe-championnat (depuis 2014)
| Saison   | Tour        | Équipe 1         | Équipe 2         | Score         |
| -------- | ----------- | ---------------- | ---------------- | ------------- |
| 2014-15, | demi-finale | FCK De Hommel    | FT Charleroi     | 2-2 / 3-5     |
| 2014-15, | demi-finale | FT Antwerpen     | Hvocubo Hoorn    | 6-3 / 5-2     |
| 2014-15, | finale      | FT Antwerpen     | FT Charleroi     | 4-5 / 4-8     |
| 2015-16  | finale      | FP Halle-Gooik   | FCK De Hommel    | 6-3 / forfait |
| 2016-17  | demi-finale | ZVV 't Knooppunt | FP Halle-Gooik   | 7-4 / 3-6     |
| 2016-17  | demi-finale | FT Antwerpen     | ASV Lebo         | 6-3 / 4-5     |
| 2016-17  | finale      | FT Antwerpen     | FP Halle-Gooik   | 2-5           |
| 2017-18  | finale      | FC Marlène       | FS Gelko Hasselt | 2-3 / 3-1     |
| 2018-19, | finale      | FC Eindhoven     | Proost Lierse    | 4-2 / 1-1     |

### Féminin

#### Champions
| Saison            | Équipe 1                      | Équipe 2                | Score          |
| ----------------- | ----------------------------- | ----------------------- | -------------- |
| 1988-89           | ZVK Hasselt                   | FV Snoekie Den Haag     | 4-3 / 5-5      |
| 1989-90           | KW Tongelreep Veldhoven       | ZVK Hasselt             | 3-3 / 7-2      |
| 1990-91           | DVK Kuurne                    | KW Tongelreep Veldhoven | 10-5 / 5-1     |
| 1991-92 à 1993-94 | Non organisé                  | Non organisé            | Non organisé   |
| 1994-95           | ZVV Watervogels Den Helder    | DVC Kuurne              | 9-6 / 2-5      |
| 1995-96           | ZVV Watervogels van Medevoort | BH Rus Winterslag       | 2-0 / 3-2      |
| 1996-97           | Non organisé                  | Non organisé            | Non organisé   |
| 1997-98           | Building House Ford RUS Genk  | NEC 75 Weesp            | 1-10 / forfait |

#### Vainqueurs de Coupe
| Saison  | Finale                | Finale                    | Score     |
| ------- | --------------------- | ------------------------- | --------- |
| 1994-95 | Van Scheijndel Arnhem | DVK Gent                  | 10-1 / ?  |
| 1995-96 | DVC Kuurne            | ZVV Van Scheijndel Arnhem | 2-4 / 4-4 |

## Statistiques
| Club                  | Victoire(s) | Défaite(s) | Total participations |
| --------------------- | ----------- | ---------- | -------------------- |
| ZVK / Futsal Hasselt  | 6           | 8          | 14                   |
| FC Kras Boys          | 3           | -          | 3                    |
| ZVV Dépa Wijchen      | 3           | -          | 3                    |
| 't Hoornsche Veerhuys | 3           | -          | 3                    |
| Action 21 Charleroi   | 3           | 2          | 5                    |
| ZVK Ford Genk         | 2           | 5          | 7                    |
| FP Halle-Gooik        | 2           | -          | 2                    |
| Hovocubo Hoorn        | 1           | 3          | 4                    |
| ZVK Sint-Truiden      | 1           | 2          | 3                    |
| FCK De Hommel         | 1           | 4          | 5                    |
| Hoboken ZVC           | -           | 4          | 4                    |
| FC Marlène            | -           | 3          | 3                    |